# Игл-Пойнт (тауншип, Миннесота)
Игл-Пойнт (англ. Eagle Point) — тауншип в округе Маршалл, Миннесота, США. На 2000 год его население составило 33 человека.

## География
По данным Бюро переписи населения США площадь тауншипа составляет 73,3 км², из которых 72,2 км² занимает суша, а 1,1 км² — вода (1,52 %).

## Демография
По данным переписи населения 2000 года здесь находились 33 человека, 13 домохозяйств и 10 семей. Плотность населения —  0,5 чел./км². На территории тауншипа расположено 18 построек со средней плотностью 0,2 построек на один квадратный километр. Расовый состав населения: 100,00 % белых.
Из 13 домохозяйств в 10 проживали супружеские пары, у 4 из них были дети до 18 лет. В одном доме жила незамужняя женщина, в двух — несемейные люди, в том числе один пожилой (старше 65 лет). Средний размер домохозяйства — 2,54, а семьи — 2,82 человека.
Из 33 жителей 5 человек были младше 18 лет, 6 — в возрасте от 18 до 24 лет, 10 — от 25 до 44, 5 — от 45 до 64 и 7 старше 65 лет. Средний возраст — 39 лет. На каждые 5 женщин приходилось 6 мужчин. На каждые 6 женщин старше 18 приходилось 7 мужчин.
Средний годовой доход домохозяйства составлял 40 000 долларов, а средний годовой доход семьи —  45 833 доллара. Средний доход мужчин —  22 500  долларов, в то время как у женщин — 23 750. Доход на душу населения составил 16 069 долларов. За чертой бедности находились 2 семьи (7 человек).